# Onga
Onga je město v severovýchodním Maďarsku v župě Borsod-Abaúj-Zemplén, spadající pod okres Miskolc, nacházející se asi 5 km na severovýchod od Miškovce. Blízko města protéká řeka Hernád. V roce 2015 zde žilo 4 746 obyvatel. Podle údajů z roku 2001 zde bylo 83 % maďarské a 17 % romské národnosti.
Nejbližšími městy (kromě Miškovce) jsou Alsózsolca, Felsőzsolca a Szikszó. Blízko jsou též obce Arnót, Belegrád, Gesztely a Hernádkak.

## Historie
Místo současné Ongy bylo osídleno již v době bronzové, což dokazují některé zdejší nálezy. První písemná zmínka o Onze pochází z roku 1222. V roce 1588 vypálili město Turkové, brzy ale byla znovu obydlena. Během turecké okupace vesnice hodně trpěla, začala se znovu rozvíjet až v 18. století během povstání vedeném Františkem II. Rákóczim. Lidé se zde živili především zemědělstvím.
V 19. století se rozvoj výrazně zrychlil, především díky blízkosti železniční dráhy a župního sídla Miškovce. Výrazně se zde zvýšila zaměstnanost v průmyslu, další velký rozvoj následoval po 2. světové válce. V roce 1950 byla k Onze připojena vesnice Ócsanálos.
4. června 2011 byla slavnostně umístěna značka s názvem města. Status města získala Onga 15. července 2013.